# Sisyropa eudryae
Sisyropa eudryae är en tvåvingeart som först beskrevs av Townsend 1892.  Sisyropa eudryae ingår i släktet Sisyropa och familjen parasitflugor. Inga underarter finns listade i Catalogue of Life.